# ホァ・ミンジ
ホァ・ミンジ（國語字：Hòa Minzy）、本名阮氏和（グィエン・ティ・ホァ、國語字：Nguyễn Thị Hòa、1995年5月31日 - ）は、ベトナムの歌手および女優。彼女は2010年の「バックニン省の歌声」コンテストで銀メダルを獲得した後、歌手としてデビューしました。2014年の音楽コンクール「スターアカデミー」で優勝しました。

## ディスコグラフィ

### シングル
- 『あなたに送られていない手紙』Thư chưa gửi anh（2014年）
- 『何を食べますか』Ăn gì đây（2015年）
- 『あなたは私のものだから』Vì anh là của em（2016年）
- 『離れる』Rời bỏ（2018年）
- 『単なる偶然です』Chỉ là tình cờ（2019年）
- 『永遠に一緒にいることはできません』Không thể cùng nhau suốt kiếp（2020年）

## フィルモグラフィ

### 映画
- 『霊縁』（2017年）

### テレビドラマ
- 『Glee Vietnam』（2017年）